# Дружбинский, Валерий Иванович
Вале́рий Ива́нович Дружби́нский (род. 3 сентября 1939, г. Ленинград) — советский и украинский журналист и публицист, писатель. Кандидат исторических наук (1977), двукратный лауреат премии Союза журналистов СССР (1972, 1979), литературный секретарь писателя Константина Паустовского (1965—1968).

## Биография
- Воспитывался в детском доме.
- В 1965 году окончил Московский государственный университет.
- С 1961 года стал работать в «Комсомольской правде».
- В 1963 году перешёл в газету «Известия», где работал собственным корреспондентом газеты по югу Украины.
- В 1965 году принят в Союз журналистов СССР.
- С 1981 года живет в Киеве.
- С 1981 по 1991 год работал в журнале «Новини кіноекрана».
- С 1991 по 1993 год преподавал в Эймском университете в США.
- С 1994 по 1995 год — военный корреспондент в Чечне.
- С 1995 по 2000 год — специальный корреспондент газеты «Независимость».
- С 2000 года — специальный корреспондент еженедельника «Зеркало недели»[1].

## Книги
Автор книг:
- «Рассказы» (1970);
- «Беспокойное семейство» (1976);
- «Автопортрет. Повесть и рассказы» (1976);
- 4 путеводителя по Крыму (1970-1981);
- «Паустовский, каким я его знал» (1980);
- «Невыдуманные рассказы о любви» (1992);
- «Очепатки» (1995);
- «Веселая книжка» (1998);
- «Хочу вам рассказать...» (1999);
- Роман-клип «А кто с мечтой к нам придет…» (2005);
- «Дети блокадного Ленинграда» (2007);
- «Сладкая каторга. Записки журналиста» (2013);
- «Веселая книжка про кино» (2013);
- «О Паустовском» (2017);
- «Писатели шутят...» (2018).

## Семья
- Жена — Наталья Михайловна Филиппова (род. 1951), поэтесса, автор шести книг стихов (на русском языке), лауреат нескольких украинских литературных премий.